# Афанасій Великий
Атанасій (Афанасій) Великий або Атанасій (Афанасій) Александрійський (грец. Αθανάσιος Αλεξανδρείας, 295, Александрія — 2 травня 373, там же) — отець Церкви, єпископ Александрійський. Головний противник аріанства, захисник віри, відстоював догмати про природу Святої Трійці та божественності Ісуса. Визнаний святим багатьма християнськими конфесіями. Йому приписують написання Афанасієвського символу віри.

## Біографія
Афанасій Александрійський народився близько 297 року в єгипетській Александрії у християнській сім'ї. Коли Афанасію виповнився 21 рік, святитель Александр Алксандрійський висвятив його в сан диякона Александрійської Церкви. У цьому сані святий Афанасій супроводжував Александра у 325 році на Нікейський Собор, де виступив із спростуванням єресі Арія. Після смерті святителя Александра, диякон Афанасій був обраний його наступником — Первосвятителем Александрійської Церкви. 8 липня 326 року він був висвячений в єпископа Александрійського.
Очоливши Александрійську Церкву, святитель Афанасій продовжував ревну боротьбу проти послідовників Арія. У 336 році його звинувачують у вбивстві та відправляють у вигнання в Трір. Після смерті імператора Константина І, Афанасій повернувся із заслання.
Афанасій Александрійський вирушив до Риму до Папи Юлія I (337—352), старанням якого був виправданий на помісному Сардікійському Соборі у 343 році. Після цього святитель Афанасій повернувся в Александрію, але за намовою аріан його кілька разів виганяли з міста.
Попри багаторічні (в загальній складності понад 20 років) гоніння й переслідування єретиків, святитель Афанасій продовжував відстоювати чистоту віри і невпинно викривати аріан, проти яких написав багато послань і богословських трактатів.
При імператорі Юліані Відступнику (361—363) святитель Афанасій опинився у вигнанні в Фівадійській пустелі. Після смерті імператора Первосвятитель керував Александрійською Церквою ще 7 років аж до своєї смерті 2 травня 373 року.
Твори: численні коментарі до Біблії, аскетичні настанови, слова та бесіди, листи, апологетичні та догматичні твори, в яких відстоював чистоту віровчення. Особливе значення у полеміці з аріанами мали «Історія аріан для ченців», «Чотири слова проти аріан», «Книга про Трійцю і про Духа Святого». Йому належить також життєпис преподобного Антонія Великого.

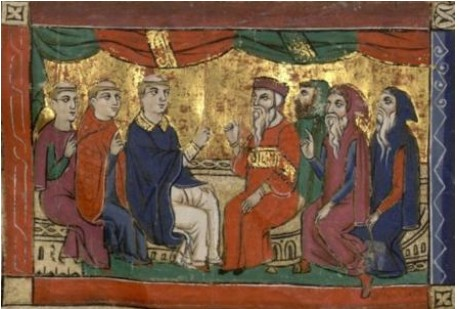
Афанасій Великий на Нікейському соборі.

Спільне святкування святителя Афанасія та Кирила Александрійського встановлено за їх багаторічні великі труди і подвиги, понесені на захист догматів Вселенської церкви проти єресі.
| | Вбивати недозволено, але винищувати ворога на війні і законно, і гідно похвали; тому ті, що відзначилися в боях удостоюються великих почестей, і їм споруджуються пам’ятники, що сповіщають про їх заслуги. |
| — Святитель Афанасій Великий, «Послання до ченця Амуна», яке було затверджено як загальноцерковне вчення на VI і VII Вселенських Соборах | |

## Видання творів українською
- Святитель Афанасій Великий, архієпископ Александрійський. Творіння в 4 томах. Київ: Видавничий відділ УПЦ КП, 2012. 1632 с.